# Décès en 1046
Décès
- 1042
- 1043
- 1044
- 1045
- 1046
- 1047
- 1048
- 1049
- 1050

Cette page dresse une liste de personnalités mortes au cours de l'année 1046 :
- 24 janvier : Ekkehard II de Misnie, margrave de Lusace et margrave de Misnie.
- 26 février : Fujiwara no Sanesuke, udaijin, (Ministre de droite).
- 16 avril : Hugues (évêque d'Évreux).
- 24 juin : Jeongjong II, roi de la Corée de la dynastie Goryeo.
- 18 juillet : Élie de Nisibe, ou Elias Bar Šināyā, Illiyā ibn Šīnā, Illiyā al-Nasībī, évêque, théologien et historien de l'Église d'Orient (dite Église nestorienne).
- 24 septembre : Gérard de Hongrie, assassiné par des prêtres païens[1].
- 23 octobre[2] : Ute de Ballenstedt, princesse germanique.
- 30 octobre : Oliva de Besalù, comte de Berga et de Ripoll.
- 6 novembre : Étienne d'Agde, évêque d'Apt.
- décembre : Rognvald Brusason, co-Jarl des Orcades.

- Gauthier III d'Oisy, seigneur d'Oisy.
- Guillaume Bras-de-Fer, comte d'Apulie.
- Heilwige de Dabo, noble française.
- Kay Khusraw II, Ghiyâth ad-Dunyâ wa ad-Dîn Kay Khusraw ben Kay Qubâdh1 ou II. Gıyaseddin Keyhüsrev, sultan seldjoukide de Rum.
- Richard de Saint-Vanne, moine bénédictin, abbé de Saint-Vanne de Verdun, abbé de Lobbes.

date incertaine
- 20 ou 23 mars : 
  - Lyfing de Winchester, prélat anglo-saxon.

## Crédit d'auteurs
- Cet article est partiellement ou en totalité issu de l'article intitulé « 1046 » (voir la liste des auteurs).